# 4361 Nezhdanova
4361 Nezhdanova este un asteroid din centura principală, descoperit pe 9 octombrie 1977 de Liudmila Cernîh.